# Métasome
Le métasome est la partie postérieure du corps, un tagme des arthropodes dont le corps est composé de trois parties: le prosome ou céphalothorax chez les arachnides, le mésosome et le métasome. 
Chez les insectes, il contient la plus grande partie du tube digestif, de l'appareil respiratoire et du système circulatoire et les segments terminaux ou apicaux sont généralement modifiés pour former des organes génitaux. Chez quelques insectes très primitifs (les Archaeognatha), les segments du métasome portent de petits appendices articulés appelés "styli", qui sont souvent considérés comme vestigiaux. Il y a aussi chez la plupart des ordres d'insectes, des appendices préapicaux, appelés cerques, qui peuvent être multi-sectoriels et presque semblables à une paire d'antennes postérieures, qui peuvent être diversement modifiés ou complètement disparus. Sinon, la plupart des insectes adultes ne portent pas d'appendices sur le métasome, même si de nombreuses larves d'insectes ont des appendices, (par exemple, chez les chenilles, de fausses pattes, ou, chez les insectes aquatiques, des branchies).

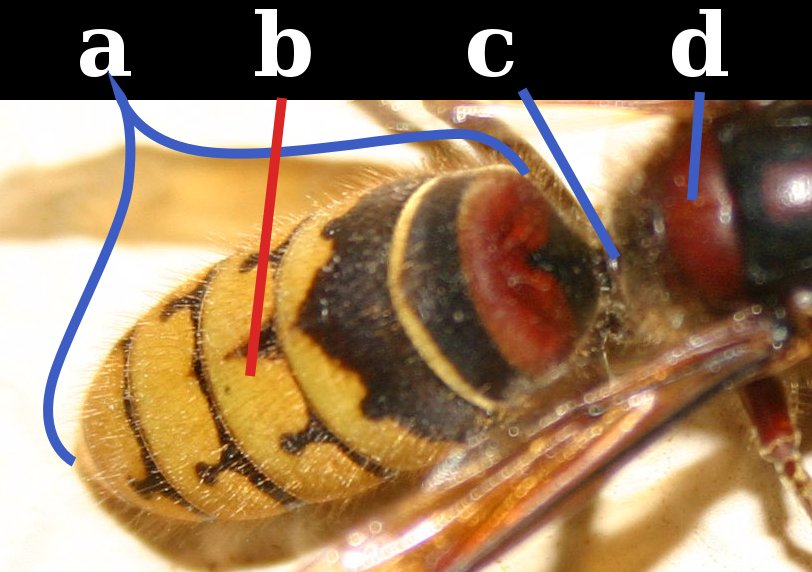
Abdomen d'une guêpe:a: gaster; b: uromère; c: pétiole; d: propodeum

Chez les hyménoptères apocrites (guêpes, abeilles, fourmis), le métasome correspond au second segment abdominal (qui forme généralement un pétiole) et des segments postérieurs qui sont souvent appelés gastre plutôt qu'abdomen. Chez ces insectes, le premier segment abdominal est appelé propodeum et est fusionné au thorax. 
Le métasome est recouvert de plaques chitineuses, appelées tergites sur la face supérieure et sternites sur la face inférieure.
Chez les scorpions, le métasome est la queue.
Chez d'autres arachnides comme les araignées, le mésosome est fusionné avec le métasome pour former l'opisthosome.